# 4157 Izu
4157 Izu è un asteroide della fascia principale del diametro medio di circa 21,01 km. Scoperto nel 1988, presenta un'orbita caratterizzata da un semiasse maggiore pari a 2,6746814 UA e da un'eccentricità di 0,1607381, inclinata di 12,79778° rispetto all'eclittica.